# Liste der Monuments historiques in Gorhey
Die Liste der Monuments historiques in Gorhey führt die Monuments historiques in der französischen Gemeinde Gorhey auf.

## Liste der Immobilien
| Bezeichnung    | Beschreibung                                                              | Standort               | Kennzeichnung | Schutzstatus   | Datum     | Bild           |
| -------------- | ------------------------------------------------------------------------- | ---------------------- | ------------- | -------------- | --------- | -------------- |
| Kirche St-Paul | Chor, Turm und Querschiff, um 1200, Kirchenschiff aus dem 18. Jahrhundert | Rue de l’Église (Lage) | PA00107179    | Inscrit Classé | 1989 1990 | weitere Bilder |

## Liste der Objekte
| Bezeichnung                           | Beschreibung                    | Standort                     | Kennzeichnung | Schutzstatus | Datum | Bild |
| ------------------------------------- | ------------------------------- | ---------------------------- | ------------- | ------------ | ----- | ---- |
| Fragment eines Retabels               | Stein, 16. Jahrhundert          | in der Kirche St-Paul (Lage) | PM88000414    | Classé       | 1977  |      |
| Erinnerungstafel an eine Messstiftung | Kalkstein, 1597                 | in der Kirche St-Paul (Lage) | PM88001058    | Classé       | 1994  |      |
| Skulpturengruppe Mariä Heimsuchung    |                                 | in der Kirche St-Paul (Lage) | PM88001056    | Classé       | 1994  |      |
| Fragment eines Wegekreuzes            | Kalkstein, farbig gefasst, 1622 | in der Kirche St-Paul (Lage) | PM88001057    | Classé       | 1994  |      |